# Idared

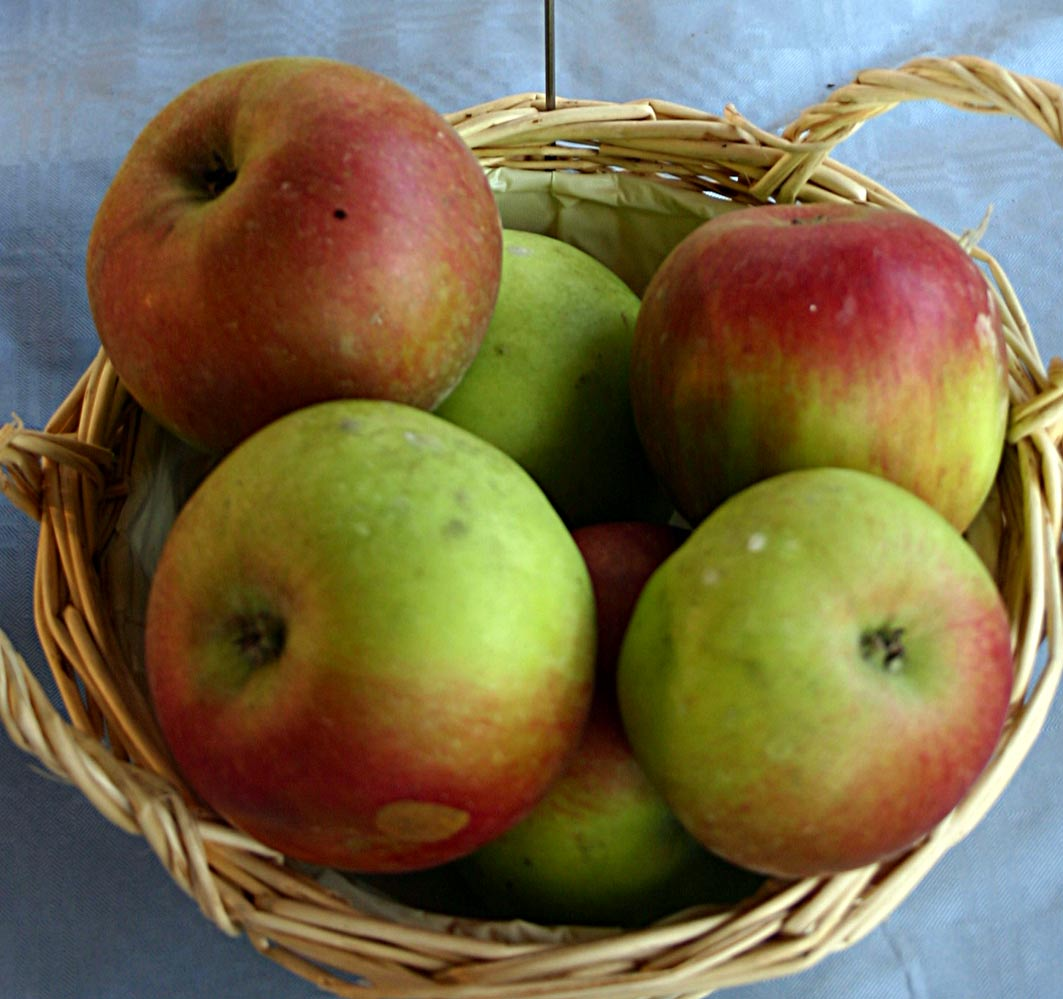

Idared (Malus domestica 'Idared') je ovocný strom, kultivar druhu jabloň domácí z čeledi růžovitých. Plody jsou řazeny mezi odrůdy zimních jablek, sklízí se začátkem října, dozrává v prosinci, skladovatelné jsou do března.

## Historie

### Původ
Odrůda byla vyšlechtěna v USA v Moscow, ve státě Idaho, v roce 1930. Vznikla zkřížením odrůd  'Wagenerovo'  × ' Jonathan' .

## Vlastnosti
Odrůda je zcela cizosprašná, je diploidním křížencem. Podle některých zdrojů je dobrým opylovačem a kvete raně. Podle jiných ale vyžaduje kvalitní opylení a kvete středně brzy.

### Růst
Růst odrůdy je zprvu bujný, později slabší. Koruna má spíše rozložitý habitus. Řez je nezbytný, vhodný je zejména letní řez. Plodonosný obrost je bohatý, plodí na plodných trnech, jde o spur typ.

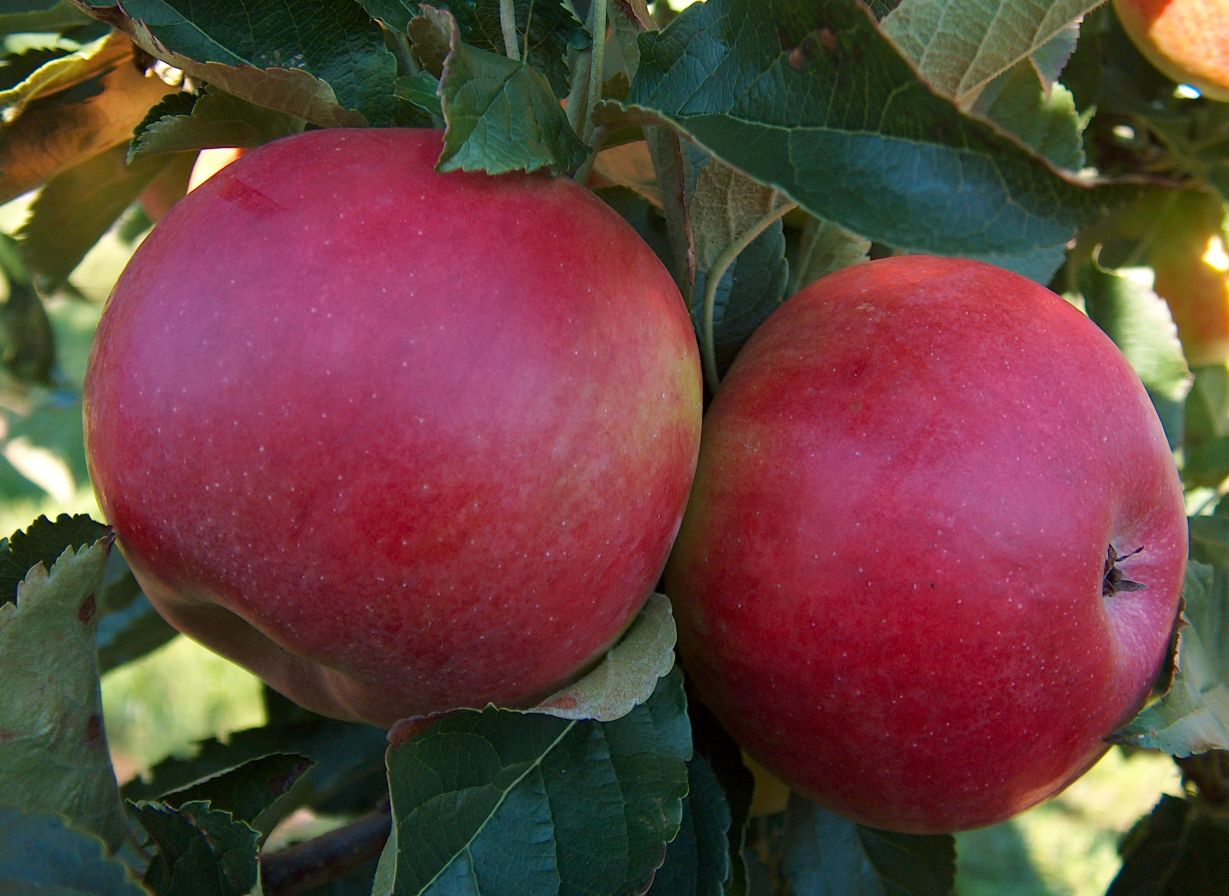

## Plodnost
Plodí záhy, bohatě a pravidelně.

## Plod
Plod je kulovitý až ploše kulovitý, střední až velký (125-179g). Slupka hladká, slabě mastná, žlutozelené zbarvení je překryté červenou barvou ve formě líčka. Dužnina je bílá až krémová, šťavnatá, se sladce navinulou, ve zralosti příjemně nakyslou chutí, velmi dobrou. V horších půdních a klimatických podmínkách plody hůře vyzrávají a mají jen průměrnou chuť.

## Choroby a škůdci
Odrůda silně trpí strupovitostí jabloní a padlí. Také je poněkud náchylná k spále. Rovněž trpí poškozením mrazy. 

## Použití
Je vhodná ke skladování a přímému konzumu. Odrůdu lze použít do všech poloh. Ve vyšších polohách namrzá. Je doporučováno pěstování odrůdy ve tvarech jako ovocné stěny, zákrsky, čtvrtkmeny a vřetena. Při pěstování je třeba řezu, probírky plůdků, závlahy, a chemické ochrany.